# Tai’an (köpinghuvudort i Kina, Jiangsu Sheng, lat 32,46, long 119,51)
Tai'an (kinesiska: 泰安, 泰安镇) är en köpinghuvudort i Kina. Den ligger i provinsen Jiangsu, i den östra delen av landet, omkring 80 kilometer nordost om provinshuvudstaden Nanjing. Antalet invånare är 18 866. Befolkningen består av 9 724 kvinnor och 9 142 män. Barn under 15 år utgör 10,0 %, vuxna 15-64 år 73 %, och äldre över 65 år 15,0 %.
Runt Tai'an är det tätbefolkat, med 613 invånare per kvadratkilometer. Närmaste större samhälle är Yangzhou, 9,7 km sydväst om Tai'an. Trakten runt Tai'an består till största delen av jordbruksmark.
Genomsnittlig årsnederbörd är 1 302 millimeter. Den regnigaste månaden är juli, med i genomsnitt 255 mm nederbörd, och den torraste är januari, med 30 mm nederbörd.